# 연지승
연지승(연미주, 1982년 5월 14일 ~ )는 대한민국의 배우이다.

## 학력
- 동아방송예술대학 방송연예과

## 연기 활동

### 드라마
- 2006년 SBS 드라마스페셜 《연인》 ... 최윤 역
- 2007년 KBS2 월화드라마 《헬로! 애기씨》 ... 서화란 역
- 2009년 KBS2 수목드라마 《그저 바라보다가》 ... 박경애 역
- 2009년 KBS2 월화드라마 《천하무적 이평강》 ... 비연 역
- 2009년 SBS 일일드라마 《아내가 돌아왔다》 ... 이지은 역
- 2011년 SBS 아침연속극 《태양의 신부》 ... 이예련 역
- 2013년 JTBC 주말연속극 《궁중잔혹사 - 꽃들의 전쟁》 ... 이상궁 역
- 2014년 MBC 수목드라마 《운명처럼 널 사랑해》 ... 미스킴 역 (특별출연)
- 2016년 tvN 월화드라마 《또! 오해영》 ... 장영지 역
- 2017년 KBS2 일일드라마 《내 남자의 비밀》 ... 기대라 역
- 2018년 SBS 아침드라마 《나도 엄마야》 ... 장유진 역
- 2019년 KBS2 일일드라마 《왼손잡이 아내》 ... 오하영 역
- 2025년 ENA 월화드라마 《라이딩 인생》 … 하사나 역

### 영화
| 연도 | 제목     | 역할   | 비고 |
| ---- | -------- | ------ | ---- |
| 2001 | 데자뷰   | 몽     |      |
|      | 아수라장 | 김지혜 |      |

### 뮤직비디오
- 2007년 블랙펄 - 좋은걸 어떡해
- 2007년 블랙펄 - 결국 너 잖아
- 2009년 혜령 - 나 왜 헤어져